# Leptodactylus macrosternum
Leptodactylus macrosternum é uma espécie de anfíbio da família Leptodactylidae. Pode ser encontrada na Venezuela, Trinidad, Guiana, Suriname, Guiana Francesa, Brasil e  Bolívia.